# Martor
Martorul (latină testis ocularis - martor ocular) este o  persoană care asistă sau a asistat la o întâmplare, la o discuție, la un eveniment și care poate relata sau atesta cum au decurs faptele și să declare în fața unei instanțe judecătorești sau a altui for de cercetare, tot ce știe în legătură cu un fapt pe care îl cunoaște direct. (În expresie) Dumnezeu mi-e martor = jur că spun adevărul. O persoană suspectată de poliție are nevoie de un martor care să-i asigure un alibi, care atestă că nu se afla la locul faptei delicvente.
- Persoană chemată, conform legii, să asiste la întocmirea unor acte, pe care le cunoaște direct, pe care le semnează pentru a le da valoare legală.
- La un duel, fiecare dintre reprezentanții celor două persoane aveau doi secundanți sau martori.
- Probă martor sau de referință este folosită la experiențele de laborator.

- (În sintagmă) Martor de eroziune = înălțime de dimensiuni variabile care reprezintă restul unei vechi suprafețe atacate de eroziune.